# Fenny Stratford
Fenny Stratford is een plaats in het graafschap Buckinghamshire in het zuidoosten van Engeland. Het valt binnen het district (unitary authority) Milton Keynes.
De snelweg A5 loopt langs de noord- en oostkant van Fenny Stratford. De plaats heeft een station aan de spoorlijn tussen Bletchley en Bedford. Het kanaal Grand Union Canal loopt door het zuidelijke deel van Fenny Stratford. Het riviertje de Ouzel loopt langs de oostkant van de plaats.
De naam "Stratford" is een Oudengelse benaming voor een doorwaadbare plaats voor een Romeinse weg, namelijk Watling Street. Het voorvoegsel "Fenny" werd toegevoegd om de plaats te onderscheiden van het nabijgelegen Stony Stratford. Op de plek van Fenny Stratford was in Romeinse tijd al een stadje, Magiovinium geheten, dat rond een Romeins fort ontstond.
In de middeleeuwen was Fenny Stratford een belangrijke marktplaats, tot de plaats in 1665 werd getroffen door de builenpest. De markt verdween en van Fenny Stratford bleef alleen een gehucht over. Met de bouw van een nieuwe kerk in de 18e eeuw werd Fenny Stratford nieuw leven ingeblazen. Vanaf 1895 vormde het een urban district samen met Bletchley. In 1974 werd het een deel van de borough Milton Keynes, dat in 1997 de status van unitary authority kreeg. In 2001 werden Bletchley en Fenny Stratford samen een civil parish met 13.971 inwoners.
In 1890 ontwikkelde de uitvinder Herbert Akroyd Stuart in Fenny Stratford een van de eerste dieselmotors. De motor werd in 1892 in een waterpompstation in Fenny Stratford geïnstalleerd. Stuart beweerde dat de Duitser Rudolf Diesel zijn (ongeveer gelijktijdig ontwikkelde) dieselmotor van hem gekopieerd had. Na een jarenlange juridische strijd over patentbreuk moest Stuart zich echter gewonnen geven. Een herdenkingsplaat in Fenny Stratford herinnert aan de uitvinding van Akroyd Stuart.
|  |  |